# هربرت مان
هربرت مان (بالإنجليزية: Herbert Mann)‏ (30 ديسمبر 1907 - 24 أبريل 1977) هو لاعب كرة قدم بريطاني (وحمل سابقاً جنسية المملكة المتحدة لبريطانيا العظمى وأيرلندا) في مركز الهجوم. لعب مع مانشستر يونايتد وغرانتهام تاون ‏.